# Richard Garwin
Richard Lawrence Garwin, né le 19 avril 1928 à Cleveland (Ohio) et mort le 13 mai 2025 à Scarsdale (État de New York), est un physicien américain, connu pour être un des concepteurs de la première bombe thermonucléaire.

## Biographie
Richard Garwin est né le 19 avril 1928 à Cleveland. Diplômé de physique de l'université Case Western Reserve en 1947, il reçoit un Ph.D. de l'université de Chicago en 1949. Il rencontre Enrico Fermi et travaille en tant que consultant au laboratoire de Los Alamos. Il a participé en particulier à la conception de la bombe Ivy Mike testée dans les îles Marshall en novembre 1952.
Par la suite il a travaillé dans les laboratoires de recherche d'IBM entre 1952 et 1993 dans des domaines variés, allant des systèmes radars dont l'AWACS, la résonance magnétique nucléaire, les ordinateurs superconducteurs, la navigation par satellite, les écrans couleurs, l'impression laser et les écrans tactiles.
Il est devenu un avocat du contrôle des armements auprès des présidents américains.
En 1978, Garwin a été élu membre de la National Academy of Engineering pour avoir contribué à l'application des dernières découvertes scientifiques à des applications d'ingénierie pratiques innovantes contribuant à la sécurité nationale et à la croissance économique.
En 2016, le président Barack Obama a honoré Garwin en lui décernant la médaille présidentielle de la Liberté. 
En 2017, le journaliste scientifique Joel N. Shurkin a publié une biographie de Garwin, True Genius: The Life and Work of Richard Garwin, dans laquelle Shurkin écrit sur « le scientifique le plus influent dont vous n'avez jamais entendu parler ».
Richard Garwin meurt le 13 mai 2025 à son domicile de Scarsdale dans l'État de New York, à l'âge de 97 ans.

## Œuvres
- Feux follets et champignons nucléaires (avec Georges Charpak), Éditions Odile Jacob, 1997  (ISBN 2-7381-0857-1)
- De Tchernobyl en tchernobyls (avec Georges Charpak et Venance Journé), Éditions Odile Jacob, 2005  (ISBN 2-7381-1374-5)

## Distinctions
- Élu à l'Académie nationale des sciences en 1966,
- Élu à l'Académie américaine des arts et des sciences en 1975,
- Élu à l'Académie nationale d'ingénierie des États-Unis en 1975,
- AAAS Award for Scientific Freedom and Responsibility (en) en 1988,
- Prix Enrico-Fermi en 1996, associé à Mortimer Elkind et Rodny Withers (en),
- National Medal of Science en 2002[10],
- Grande médaille de l'Académie des sciences en 2002,
- Médaille présidentielle de la Liberté en 2016[11],